# Halfdanfeltet
Halfdanfeltet er et producerende olie- og gasfelt, der ligger i den danske del af Nordsøen, det er fundet i år 1968(99) og sat i drift i 1999, 2004 & 2007.
Der er 37 produktionsbrønde (Halfdan), 26 vandinjektionsbrønde (Halfdan) og 16 gasproduktionsbrønde (7 stk Sif & 9 stk Igor).
Reservoiret ligger på en dybde af 2030-2100 m i kalksten af Danien og Sen Kridt-alder.
Indtil nu er der produceret 60,826 mio. m3 olie og 25,734 mia. Nm3 gas samt 41,622 mio. m3 vand. Der er injiceret 106,358 mio. m3 vand.
Operatør: TotalEnergies.
Akkumulerede investeringer 21,74 mia. kr.
Kilder
http://www.ens.dk/undergrund-forsyning/olie-gas/felter-produktion-danmark/felter-anlaeg/dan-centret/halfdan-feltet Arkiveret 6. august 2014 hos  Wayback Machine